# Walerij Asapow
Walerij Grigorjewicz Asapow (ros. Валерий Григорьевич Асапов; ur. 1 stycznia 1966 we wsi Konstantinowka w obwodzie kirowskim, zm. 23 września 2017 w Dajr az-Zaur) – rosyjski generał porucznik, nagrodzony pośmiertnie tytułem Bohatera Federacji Rosyjskiej (2017).

## Życiorys
Od 1968 mieszkał z rodziną we wsi Kalinino, gdzie w 1983 skończył szkołę średnią, po czym wstąpił do Riazańskiej Wyższej Szkoły Dowódczej Wojsk Powietrznodesantowych, którą ukończył w 1987 i został dowódcą plutonu, następnie zastępcą dowódcy i dowódcą kompanii powietrznodesantowej. Później był zastępcą dowódcy i dowódcą batalionu powietrznodesantowego w składzie 104., potem 234 pułku 76 Gwardyjskiej Dywizji Powietrznodesantowej, brał udział w wojnie w Czeczenii, gdzie w styczniu 1995 został ciężko ranny. Leczył się w szpitalach w Rostowie nad Donem, Pskowie i Petersburgu.
W 1997–2000 studiował w Akademii Wojskowej im. Frunzego/Ogólnowojskowej Akademii Sił Zbrojnych Federacji Rosyjskiej i został szefem sztabu-zastępcą dowódcy pułku w 98 Dywizji Powietrznodesantowej, w 2001 dowodził 10 pułkiem powietrznodesantowym w Gudaucie, a 2001–2003 grupą ochrony i ubezpieczenia Północnokaukaskiego Okręgu Wojskowego. W 2003–2004 był zastępcą dowódcy, a 2004–2007 szefem sztabu-zastępcą dowódcy 98 Dywizji Powietrznodesantowej w Iwanowie, w 2003–2004 był komenderowany do Czeczenii, gdzie został lekko ranny. Od maja 2007 do lipca 2009 dowodził 18 Dywizją w Dalekowschodnim Okręgu Wojskowym (na Sachalinie), w 2009–2011 studiował w Wojskowej Akademii Sztabu Generalnego, od czerwca 2011 do 2013 dowodził 37 Samodzielną Brygadą w 36 Armii Wschodniego Okręgu Wojskowego w Kiachcie, od lutego 2013 do stycznia 2014 był zastępcą dowódcy 5 Armii w Ussuryjsku, a od stycznia 2014 do sierpnia 2016 dowodził 68 Korpusem Armijnym w Jużnosachalińsku. 8 maja 2013 otrzymał stopień generała majora, a 11 czerwca 2016 generała porucznika. W sierpniu 2016 objął dowództwo 5 Armii.
W lutym 2017 został starszym grupy rosyjskich doradców wojskowych w Syrii podczas tamtejszej wojny domowej. 23 września 2017 został śmiertelnie ranny w ataku ISIS w Dajr az-Zaur. Jego imieniem nazwano szkoły w Jużnosachalińsku i w Ussuryjsku.

## Odznaczenia
- Bohater Federacji Rosyjskiej (pośmiertnie, 20 grudnia 2017)
- Order „Za zasługi dla Ojczyzny” IV klasy (2013)
- Order Żukowa (2017)
- Order Męstwa (16 marca 1996)
- Order „Za zasługi wojskowe” (18 czerwca 2001)

i medale.